# Emissione del Regno di Napoli
Emissione del Regno di Napoli è l'unica serie di francobolli emessa dal Regno delle Due Sicilie per le esigenze postali della parte continentale del Regno. Emessa il 1 gennaio 1858 fu in corso di validità per soli due anni a causa degli eventi storici che portarono all'Unità d'Italia.

## Notizie storiche
Le prime proposte di introdurre i francobolli nel Regno delle Due Sicilie furono avanzate nel 1841 dall'architetto svizzero Amy Autran che era direttore tecnico di una filanda di Salerno. Nel 1849 Autran fu effettivamente incaricato di progettare una riforma postale per introdurre i francobolli nelle Due Sicilie e fece allestire un saggio raffigurante l'effigie di Ferdinando II. La proposta di Autran fu però tenuta in scarsa considerazione e quando nel 1853 quest'ultimo dovette abbandonare il Regno venne definitivamente abbandonata. Solo molti anni dopo e con il decreto del 9 luglio 1857 venne ripresa in serie considerazione l'introduzione dei francobolli che portò all'emissione di due serie diverse per le differenti amministrazioni del Regno: l'Emissione del Regno di Napoli per le province Napoletane (Napoli – Reggio Calabria – Bari – Potenza – Lecce – Foggia – Teramo – Aquila) e i Francobolli di Sicilia per tutta l'isola. Le due emissioni avevano corso di validità in entrambi i territori ma l'emissione per il Regno di Napoli fu la prima ad essere portata a termine. L'incarico di ideare i punzoni necessari alla costruzione delle lastre di stampa fu dato a Giuseppe Masini che aveva il laboratorio a Napoli presso Via Santa Caterina a Chiaia. Masini iniziò anche la produzione per un compenso pattuito in 8 grana ogni foglio e realizzando circa 2.000.000 di esemplari. Successivamente l'incarico venne affidato a Gaetano de Masa che aveva pattuito una cifra più bassa e pari a 5 grana per ogni foglio. Gaetano de Masa portò avanti la produzione insieme al figlio Gennaro De Masa e Masini provò a contrattare nuovamente l'appalto abbassando ancora il prezzo. Per tale scopo ideò un punzone che avrebbe consentito di stampare i francobolli tipograficamente e dunque con una minore spesa. Un saggio di stampa del valore da 5 grana di questo tentativo di produzione fu trafugato dagli stessi aiutanti del Masini e ceduto al mercato clandestino. Paradossalmente un francobollo ricavato in frode da questi saggi fu usato da un tale Gabriele Costa per indirizzare una missiva al caporale Pietro Salmieri del 9º battaglione Cacciatori a Palermo. Riconosciuto come non conforme da un funzionario delle poste dopo essere stato annullato fu la prova usata per sottoporre Masini a procedura penale. Accolte le spiegazioni del Masini, Ferdinando II decise di graziarlo ma la produzione dei francobolli rimase alla famiglia De Masa. La serie continuò la sua validità anche dopo la caduta del Regno delle Due Sicilie nonostante una disposizione del Ministero delle finanze avesse ordinato la sospensione della produzione. L'introduzione forzata della lira non aveva tenuto conto della radicata abitudine all'uso dei grana e per evitare eccessive spedizioni a carico del destinatario fu preferito soprassedere sulla validità dell'emissione in attesa di introdurre i francobolli con l'effigie di Vittorio Emanuele II ma con il valore in grana.

## La Vignetta
I valori hanno tutti un unico colore, ma in varie sfumature; le vignette riportano lo stemma delle Due Sicilie, come le diciture "BOLLO DELLA", "POSTA" "NAPOLETANA" e sotto l'indicazione "GR." e il valore. Tale stemma è diviso in tre campi con altrettanti simboli del Regno: il cavallo sfrenato che rappresentava Napoli, la Trinacria o triscele che rappresentava la Sicilia ed i tre gigli simbolo dei Borbone. Gli emblemi sono racchiusi in figure geometriche diverse in base al valore: all'epoca costituì una scelta originale in quanto solitamente i valori nominali dei francobolli erano distinti da differenze di colore. Se pure molti autori insistono nell'attribuire questa scelta alla volontà di impedire che attraverso i francobolli si potesse formare sulle buste il tricolore italiano, in realtà non esiste negli atti e nei regolamenti alcun cenno in merito.

## Matrici e tavole di stampa
La matrice per creare la tavola di stampa incisa da Giuseppe Masini conteneva alcuni segni inseriti segretamente per evitare falsificazioni e corrispondenti ad una lettera del cognome dell'incisore. Le tavola di stampa ricavate furono in rame o in acciaio.
Le tavole di stampa possono essere riconosciute attraverso lo studio delle caratteristiche che imprimono ai francobolli. Nel valore da ½ grano la prima tavola ha una debole incisione nella parte superiore che conferisce una stampa imperfetta sul lato sinistro. Nella seconda tavola molti esemplari presentano la lettera “A” di “Napoletana” come fosse un triangolo pieno. Nel valore da 5 grana della prima tavola alla posizione 10 la linea inferiore della cornice è mancante.
Alcune delle sue matrici ebbero un successivo utilizzo durante il periodo della Dittatura di Garibaldi e la successiva Luogotenenza. La stampa avveniva con metodo calcografico, in fogli da 200 esemplari (2 × 100).

## I 7 valori
Si differenziano, oltre che nel valore, nella cornice che racchiude la vignetta tripartita; precisamente la cornice è rotonda per il ½ grano, quadrata per l'1 gr., ottagonale per il 2 grana, rettangolare per il 5 gr., esagonale per il 10 gr., romboidale per il 20 gr. e ovale per il 50 gr. La carta utilizzata per i vari valori dell'emissione è molto varia nella consistenza, passando dalla carta molto sottile ad uno spessore assimilabile quasi al cartoncino (circa 120 grammi /m²).
L'elenco completo dei valori è:
| Valore | Colorazione    | Soggetto          | Tavole |
| ------ | -------------- | ----------------- | ------ |
| ½ gr.  | rosa chiaro    | Stemma tripartito | 2      |
| 1 gr.  | carminio       | Stemma tripartito | 2      |
| 2 gr.  | rosa chiaro    | Stemma tripartito | 3      |
| 5 gr.  | rosa brunastro | Stemma tripartito | 2      |
| 10 gr. | rosa brunastro | Stemma tripartito | 2      |
| 20 gr. | rosa brunastro | Stemma tripartito | 2      |
| 50 gr. | rosa brunastro | Stemma tripartito | 1      |

## Varietà
Il valore da 5 grana è noto con la stampa recto-verso sia nella prima che nella seconda tavola. Il valore da 10 grana è noto con la stampa smossa in entrambe le tavole. Il valore da 20 grana della prima tavola è noto con doppia stampa.

## Usi postali
Le tariffe per lettere semplici, ovvero composte di un solo foglio e dirette all'interno del Regno delle Due Sicilie erano affrancate in ragione di 2 grana fino a 50 miglia di percorrenza. Da 51 a 100 miglia occorrevano 3 grana, da 101 a 150 miglia 4 grana ed oltre le 150 miglia 5 grana. L'uso degli esemplari da 10 grana poteva trovare applicazione in lettere dirette oltre le 150 miglia e composte da due fogli oppure per la corrispondenza inoltrata a mezzo piroscafo. Il valore da 20 grana trovava applicazione nella corrispondenza diretta oltre le 150 miglia e del peso di un'oncia.
Vi è traccia di una lettera da Potenza del 5 febbraio 1858 che era affrancata con un blocco di sei valori da ½ grano ancora uniti più una coppia.

## I falsi per posta
L'emissione subì spesso il tentativo di falsificazione per frodare la posta. I primi falsi furono immessi sul mercato illegale appena pochi mesi dopo la data ufficiale di emissione. Tale pratica era già stata prevista nell'art. 9 del decreto del 9 luglio 1857 che prevedeva tutti i possibili casi di falsificazione avvisando come la pratica fosse proibita e punita in base alla gravità del reato commesso. Tutti i falsi impiegati per posta sono stati opportunamente catalogati in base alle loro caratteristiche ed è possibile constatare che non esistono falsi dell'epoca riguardanti il valore da 50 grana. I falsi da 2 grana, che costituiva il valore più usuale, furono utilizzati oltre che a Napoli anche in Terra di Bari, Cosenza, Capitanata, Taranto, Terra d'Otranto, Auletta e Salerno. Di questo valore esistono due tipi di falsi: uno presenta la “G” di grana priva dei due punti.

## Notizie tecniche
- Soggetto: stemma delle Due Sicilie[15]
- Tirature: 2.009.800 esemplari di ½ grano, 2.825.800 esemplari di 1 grano, 9.193.600 esemplari di 2 grana, 811.400 esemplari di 5 grana, 300.400 esemplari di 10 grana, 175.600 esemplari di 20 grana[15]
- Validità: 21 novembre 1861[15]
- Stampa: calcografica
- Carta: fatta a mano
- Fogli: composti da 200 esemplari divisi in due gruppi con interspazio[15]
- Dentellatura: assente
- Filigrana: ogni foglio da 200 esemplari di francobollo era stampato su una filigrana composta da 40 gigli borbonici[15]
- Gomma: spessa e giallastra
- Incisore: Giuseppe Masini[8]